# Durandiella seriata
Durandiella seriata är en svampart som först beskrevs av Elias Fries, och fick sitt nu gällande namn av J.W. Groves 1954. Durandiella seriata ingår i släktet Durandiella och familjen Dermateaceae.  Arten är reproducerande i Sverige. Inga underarter finns listade i Catalogue of Life.